# Kill Your Friends
Uccidi i tuoi amici è un film del 2015 diretto da Owen Harris.
Pellicola thriller grottesca, adattamento del romanzo omonimo di John Niven, che qui firma la sceneggiatura. Il film è stato selezionato per essere proiettato alla sezione "City to City" del Toronto Film Festival del 2015. Nel Regno Unito il film è uscito il 6 novembre 2015 su distribuzione StudioCanal mentre in Italia è stato distribuito per il mercato home video da Koch Media dal 20 aprile 2017.

## Trama
Londra, anni ‘90, Steven Stelfox sfonda da dirigente nel mondo della musica, ma i tanti vizi e l’ambizione lo portano al tracollo. Nel pieno della crisi dell’industria discografica sarà disposto a tutto, pur di salvare la propria carriera.